# Madge Ryan
Madge Winifred Ryan, nota come Madge Ryan (Townsville, 8 gennaio 1919 – Londra, 9 gennaio 1994), è stata un'attrice australiana conosciuta per le sue interpretazioni teatrali nel Regno Unito negli anni sessanta e settanta.

## Biografia
Nacque a Townsville, in Australia, nel 1919. Già apprezzata come attrice teatrale a Sydney, Ryan emigrò nel Regno Unito nel 1957, prendendo parte a numerosi produzioni teatrali britanniche. Ha interpretato più di sessanta ruoli al cinema e in televisione. Nel 1958, Ryan recitò nella commedia australiana Summer of the Seventeenth Doll, messa in scena a Broadway. A Londra, nel 1964 la sua interpretazione di Kath nella prima messa in scena di Entertaining Mr Sloane, di Joe Orton, fu molto apprezzata; nel 1967 recitò in Philadelphia, Here I Come!. Nel 1993, un anno prima della morte, partecipò alla messa in scena di Medea con Diana Rigg. Tra le sue partecipazioni cinematografiche, si ricordano Summer Holiday (1963), Arancia meccanica (1971), Frenzy (1972) e Qualcuno sta uccidendo i più grandi cuochi d'Europa (1978). Ha interpretato Miss Harbottle in due episodi della serie televisiva Creature grandi e piccole (1978).

## Filmografia parziale

### Cinema
- Su e giù per le scale (Upstairs and Downstairs), regia di Ralph Thomas (1959)
- Arancia meccanica (A Clockwork Orange), regia di Stanley Kubrick (1971)
- Champagne per due dopo il funerale (Endless Night), regia di Sidney Gilliat (1972)
- Frenzy, regia di Alfred Hitchcock (1972)
- Qualcuno sta uccidendo i più grandi cuochi d'Europa (Who Is Killing the Great Chefs of Europe?), regia di Ted Kotcheff (1978)
- Il mistero della signora scomparsa (The Lady Vanishes), regia di Anthony Page (1979)
- S.O.S. Titanic, regia di William Hale (1979)
- Duca si nasce! (Splitting Heirs), regia di Robert Young (1993)

### Televisione
- Gli invincibili (The Protectors) – serie TV, episodio 2x18 (1974)

## Doppiatrici italiane
- Anna Miserocchi in Champagne per due dopo il funerale, Qualcuno sta uccidendo i più grandi cuochi d'Europa
- Franca Dominici in Frenzy
- Clelia Bernacchi in Il mistero della signora scomparsa
- Grazia Cappabianca in Cimbelino